# Raphael: una historia de superación personal
Raphael: una historia de superación personal es un telefilme español cuyo principal argumento es la vida de Raphael, uno de los cantantes españoles mejor conocidos internacionalmente.

## Argumento
La telepelícula se centra en el año 2002, cuando a Raphael se le diagnostica sirrosis hepática.
En esa época, el cantante se encontraba en pleno éxito con el espectáculo Jekyll & Hyde. La película irá poco a poco recordando las diferentes etapas de la vida del cantante mediante flashbacks. Y mostrará los angustiosos meses desde que el cantante recibe la mala noticia hasta que es sometido al trasplante de hígado.

## Reparto[2]
- Juan Ribó como Raphael (etapa adulta).
- Celia Castro como Natalia Figueroa (etapa adulta).
- Félix Gómez como Raphael (etapa joven).
- Diana Palazón como Natalia Figueroa (etapa joven).
- Daniel Muriel como Jacobo Martos.
- Duna Santos como Alejandra Martos.
- Adrián Viador como Manuel Martos.
- Iván Massagué como Paco
- Abraham Mateo como Raphael (etapa niño).
- Tony Mateo como Raphael (etapa adolescente).
- Raúl Fernández como Manuel Alejandro.
- María Garralón como Alicia.
- Miguel Rellán como Doctor Llano.
- Mercedes Hoyos como Rocío Jurado.

## Audiencias[3]
| Episodio                           | Fecha de emisión         | Hora  | Espectadores | Cuota de pantalla |
| ---------------------------------- | ------------------------ | ----- | ------------ | ----------------- |
| AUDIENCIAS                         |                          |       |              |                   |
| 1, "Qué sabe nadie"                | 29 de septiembre de 2010 | 22:00 | 2.433.000    | 13,7%             |
| 2, "Una canción, un teatro y a ti" | 6 de noviembre de 2010   | 22:00 | 2.439.000    | 13,6%             |